# Premi Baldiri Reixac
El Premi Baldiri Reixac és un premi destinat a l'estímul i al reconeixement de l'escola catalana, dotat per la Fundació Lluís Carulla amb les aportacions voluntàries dels receptors del llibre-nadala que la Fundació tramet cada any a persones interessades en la cultura catalana. L'àmbit d'actuació és el dels països de parla catalana i els participants són mestres, alumnes i escoles.